# Vejrudsagnsord
Et vejrudsagnsord eller vejrverbum er et udsagnsord der anvendes om vejret.
På visse sprog er de særlige da opfører sig grammatisk specielt.
På dansk er de avelente, det vil sige deres valens er nul og de tager et formelt subjekt, ordet det.
Eksempler er "regne", (at) "sne", "blæse", "hagle" og "storme".
For alle disse verber gælder at "det" kan sættes foran: "det regner", "det sner" osv.
Det er dog også muligt for visse af vejrverberne at tage et andet navneord, for eksempel "vind" i "vinden blæser".
Det også muligt at få andre navneord ved ændring af betydning og tilføjelse af ord, for eksempel for "sne": "vejen sner til" og "vi sner inde".
På tysk og engelsk, er vejrudsagnsordene knyttet til henholdsvis es og it. På japansk og tyrkisk kan grundleddet helt forsvinde.